# Franciscanessen van Bergen op Zoom

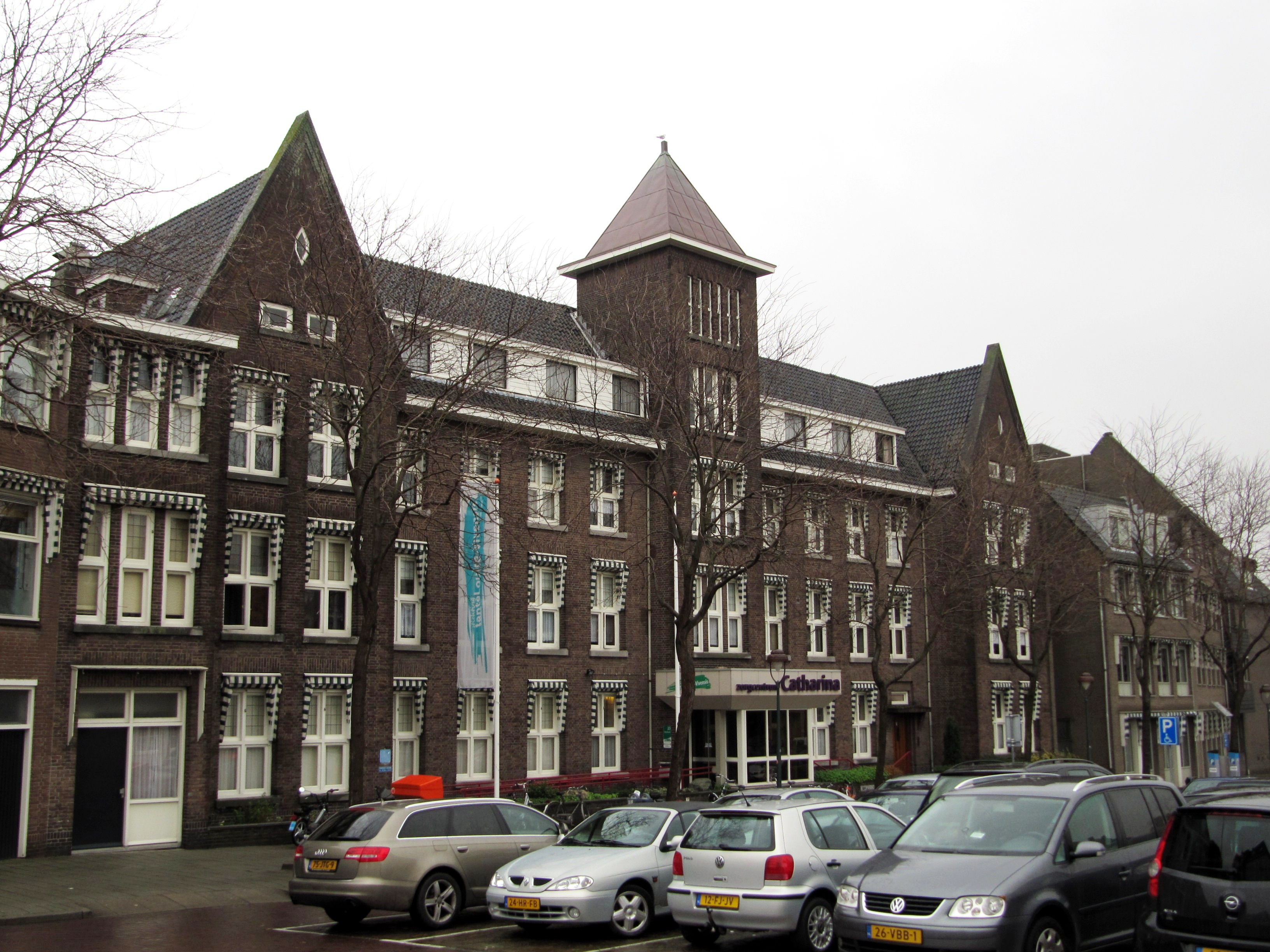
Bejaardentehuis Franciscanessen voor de sluiting, Sint-Catharinaplein, Bergen op Zoom (2010)

De Franciscanessen van Bergen op Zoom is een rooms-katholieke congregatie van Franciscanessen Penitenten-Recollectinen.

## Geschiedenis
De congregatie werd in 1839 gesticht te Bergen op Zoom. Stichteres was Elisabeth de Bie. In 1838 werd door de Zusters Franciscanessen Alles voor Allen uit Breda een succursaalhuis gesticht aan te Bergen op Zoom aan de Vischmarkt 25. In 1839 werd het succursaalhuis verheven tot moederhuis van de -nu zelfstandige- congregatie. De zusters werkten in het Sint-Catharinagasthuis, dat in 1882 door hen werd overgenomen en ingericht voor de bejaardenzorg. In hetzelfde jaar kwam het Sint-Elisabethziekenhuis gereed aan de Van Dedemstraat, waar de ziekenzorg werd geconcentreerd. Hier bleven de zusters werkzaam tot omstreeks 1960. De congregatie kocht tal van panden in de omgeving van de Vischmarkt op. In 1929 werd een nieuw gasthuis gebouwd, waarvan de hoofdingang zich eveneens aan de Vischmarkt bevond, welke in 1938 tot Sint-Catharinaplein werd omgedoopt. Nog steeds werden daarna door de congregatie panden in de omgeving opgekocht, waardoor het complex verder uitgroeide. Het klooster aan de Van Dedemstraat werd omstreeks 1960 verplaatst naar de Zoomweg 2 om rond 1970 te worden verlaten.

## Vestigingen
- Te Groenendijk werd nog vóór 1946 het Sint-Antoniusziekenhuis gesticht, waar de zusters tot na 1970 werkzaam waren.
- Te Lobith werkten de zusters in het Sint-Johannaziekenhuis, van vóór 1959 tot omstreeks 1970. Zij waren gevestigd aan Dorpsdijk 1.
- Te Wouw waren de zusters actief aan de Kloosterstraat 11. Zij beoefenden de wijkverpleging.

Sinds 1925 hielden de zusters zich ook met missiewerk bezig, en wel in Indonesië.

## Bron
- Databestand Kloosters in Nederland